# Puig Marí
El Puig Marí es un estratovolcán de la provincia de Gerona, en el municipio de Massanet de la Selva. Pertenece a la Región volcánica de La Garrocha, en la zona de La Selva.

## Aspecto
Se trata de un estratovolcán de forma cónica. Su cráter, está desaparecido debido a la erosión. Está rodeado de coladas de lava y antiguos conos parásitos del propio volcán.

## Vulcanismo
El volcán tuvo muchas fases de erupción volcánica. Expulsó mucho lapilis y hay en la zona de la cima, restos de antiguas coladas de lava. En sus laderas, se puede encontrar bombas volcánicas.

## Alrededores
Se ha encontrado un antiguo yacimiento paleolítico en los alrededores del volcán; en la zona de Caldas de Malavella. Allí se han encontrado herramientas hechas a partir de las rocas volcánicas del propio estratovolcán y restos de huesos de animales y humanos, por lo que es posible que el lugar hubiese estado habitado por un grupo de cazadores.